# Erik Lindström

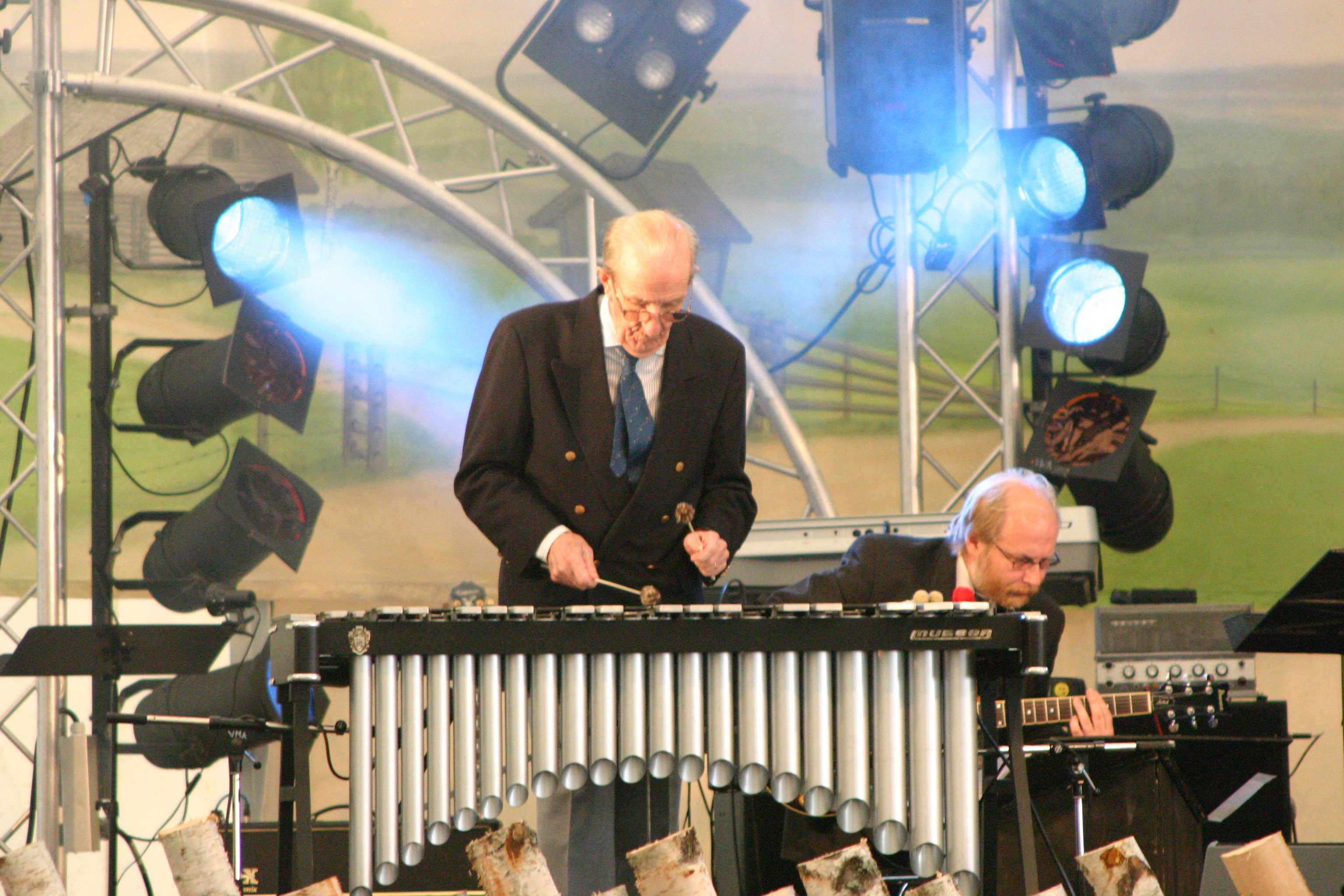
Lindström in 2004.

Erik Wilhelm Lindström (Helsinki 29 mei 1922 - 27 augustus 2015) was een Finse contrabassist, vibrafonist, pianist, orkestleider en componist in de jazz, pop- en dansmuziek.

## Biografie
Lindström, de zoon van een Zweedse chemische fabrikant, leidde in de jaren 40 een eigen band, hiermee won hij een prijs in een orkest-competitie. Vanaf 1946 was hij (drie jaar lang) lid van de band van Ossi Aalto, van 1948 tot 1952 speelde hij bij Onni Gideon en van 1952 tot 1965 leidde hij zijn eigene Erik Lindström Band. Hij werkte veel als studiomuzikant en begeleidde bezoekende musici (opnames met Peanuts Holland en Benny Bailey). Vanaf 1951 ging hij ook componeren (een bebop-nummer, Pakaste, voor de Finnish All Stars). Zijn Main Road 7 was een van de eerste Finse jazzcomposities die werd opgenomen (door Manu Teittinen, in 1954). Hij leidde vanaf 1957 (afwisselend met Olli Häme) een radiodansorkest. Later had hij eigen orkesten en combo's. Vanaf midden jaren 60 was hij ook platenproducent.
Zijn nummer Muistatko Monrepos’n (Monrepos, een landschapspark in Rusland) werd door zangeres Annikki Tähti opgenomen in 1955 en werd de meestverkochte Finse plaat van de jaren 50. Hij schreef veel Finse pop-songs (iskelmä) met een jazz-tintje. In 1974 nam hij de LP No money, no music op, met eigen composites.
Met zijn kwintet speelde hij in 1967 op het Jazz Festival in Tallinn.

## Bron
- Barry Kernfeld o.a.: New Grove Dictionary of Jazz. Macmillan 1994.